# 圣但尼卡蒂斯
圣但尼卡蒂斯（法語：Saint-Denis-Catus）是法国洛特省的一个市镇，属于卡奥尔区（Cahors）科斯与布里亚讷县（Causse et Bouriane）。该市镇总面积10.78平方公里，2009年时的人口为211人。

## 人口
圣但尼卡蒂斯人口变化图示